# 恩宠之母主教座堂 (贝伦)
恩宠之母主教座堂（葡萄牙語：Catedral Nossa Senhora das Graças；英语：Our Lady of Grace Cathedral）是天主教貝倫總教區的主教座堂，位于巴西貝倫老城
貝倫的第一座教堂临时设于圣母圣诞城堡内，供奉恩宠之母。几年后迁至目前的地址 Largo da Sé。在下一个世纪的1719年，教区成立，遂升为主教座堂。目前的教堂建于1748年，完成于1782年。

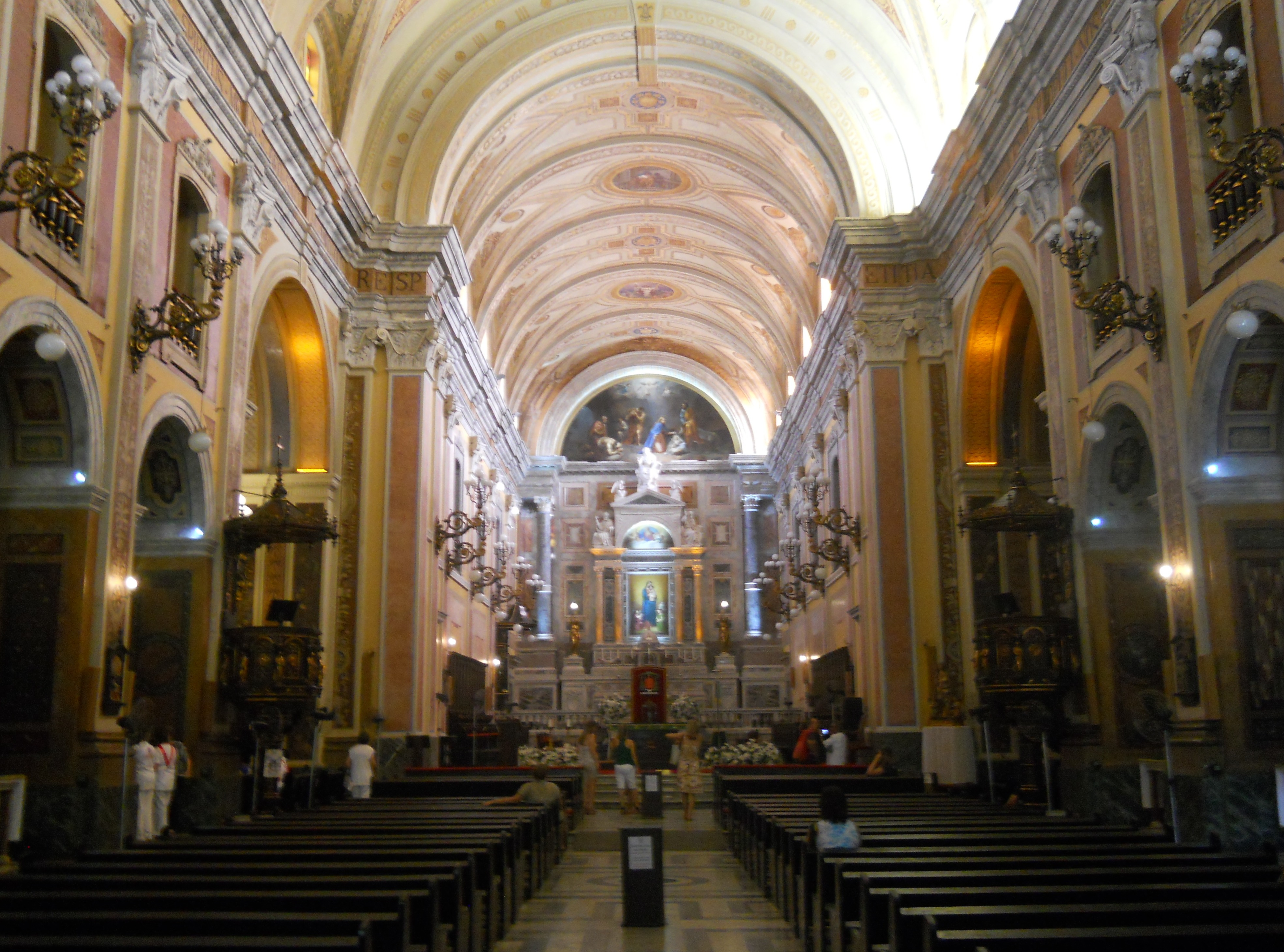
内景